# Štorga
Štorga je priimek več znanih Slovencev:
- Evfemija Štorga (*1975), atletinja